# Férfi 400 méteres vegyesúszás a 2017-es úszó-világbajnokságon
A 2017-es úszó-világbajnokságon a férfi 400 méteres vegyesúszás versenyszámának döntőjét Budapesten rendezték, a Duna Arénában. A győztes az amerikai Chase Kalisz lett, míg Verrasztó Dávid ezüstérmet szerzett.